# Patrick Marber
Patrick Marber, né le 19 septembre 1964 à Wimbledon, Grand Londres, est un humoriste, dramaturge, réalisateur, marionnettiste, acteur et scénariste britannique.

## Œuvres

### Pièces de théâtre
- 1995 : Dealer's Choice
- 1995 : After Miss Julie
- 1997 : Closer
- 2001 : Howard Katz
- 2004 : The Musicians
- 2006 : Don Juan in Soho (basé sur Don Juan de Molière)

### Scénarios

#### Télévision
- 1989 : Rory Bremner (série télévisée)
- 1993 : Saturday Zoo (série télévisée), 2 épisodes
- 1993 : Paul Calf's Video Diary de Geoff Posner et David Tyler (téléfilm)
- 1994 : Pauline Calf's Wedding Video de Geoff Posner (téléfilm)
- 1994 : Steve Coogan : Live'n' Lewd de Dominic Brigstocke (vidéo)
- 1994 : The Day Today (série télévisée)
- 1994-1995 : Knowing Me, Knowing You with Alan Partridge (série télévisée)
- 1995 : Performance (série télévisée)
- 1995 : Coogan's Run (série télévisée)

#### Cinéma
- 2004 : Old Street d'Angus Jackson (court métrage)
- 2004 : Closer, entre adultes consentants (Closer) de Mike Nichols
- 2005 : Asylum de David Mackenzie
- 2006 : Chronique d'un scandale (Notes on a Scandal) de Richard Eyre
- 2008 : Saturday
- 2008 : Love You More de Sam Taylor-Johnson (court métrage)
- 2008 : Closer (Remake) de Leonardo Cabezas (court métrage)
- 2008 : Late One Night
- 2023 : The Critic d'Anand Tucker

### Réalisations
- 1995 : Performance (série télévisée), 1 épisode
- 1995 : Coogan's Run (série télévisée), 1 épisode
- 2022 : National Theatre Live : Leopoldstadt (captation télévisée)